# 丰绅殷德
豐紳殷德（穆麟德轉寫：Fengšenyende；1775年2月18日—1810年6月3日），自號「天爵道人」，乾隆时期权臣和珅长子，钮祜禄氏，满洲正红旗人。生于乾隆四十年正月十九日（1775年2月18日），生母為和珅嫡妻冯氏（英廉孫女）。正妻是乾隆帝幼女固伦和孝公主。

## 生平
嘉庆四年（1799年）正月，和珅赐死，豐紳殷德被夺职，削夺伯爵爵位，保留散秩大臣头衔。嘉庆七年（1802年），清廷以平白莲教而大赦天下，豐紳殷德得以恢复伯爵。嘉庆八年（1803年）固伦和孝公主府长史奎福诬告豐紳殷德谋反，并国服期间产女等，谋反虽然子虚乌有，但是国服期间与侍妾行房以致生女确实，为此削去散秩大臣职务和伯爵爵位。
嘉庆十一年（1806年），出任头等侍卫，滿洲鑲藍旗副都统，恢复伯爵，离京赴蒙古乌里雅苏台军中任职。嘉庆十五年（1810年）二月回京养病，晋公爵位，当年五月，豐紳殷德去世，终年三十六岁。有子早夭，遗二女，以养子福恩嗣爵，承袭和珅父常保所遗三等轻车都尉世职。福恩一女鈕祜祿氏嫁奕純曾孙宗室毓厚（奕纯-载铭-溥咸-毓厚，見《爱新觉罗宗谱》）。福恩另一女鈕祜祿氏，嫁郑亲王端华五子征善（征善为肃顺次子，过继端华为嗣）。